# Selección de fútbol de Mongolia
La selección de fútbol de Mongolia es el equipo representativo del país en las competiciones oficiales. Su organización está a cargo de la Federación de Fútbol de Mongolia, perteneciente a la AFC.
Es considerada una de las selecciones más débiles tanto en su región (Asia Oriental) como en el mundo, debido a que no fue miembro de la FIFA ni de la AFC entre 1959 y 1998 y por lo tanto, no obtuvo la clasificación para ningún Mundial ni Copas Asiáticas de cuyas etapas clasificatorias participó.
El 25 de abril de 2003 obtuvo su primer triunfo en las Eliminatorias Mundial de 2006 por 5-0 ante Guam.

## Estadísticas

### Copa Mundial de Fútbol
| Copa Mundial de Fútbol | Copa Mundial de Fútbol  | Copa Mundial de Fútbol  | Copa Mundial de Fútbol  | Copa Mundial de Fútbol  | Copa Mundial de Fútbol  | Copa Mundial de Fútbol  | Copa Mundial de Fútbol  |
| Año                    | Ronda                   | J                       | G                       | E                       | P                       | GF                      | GC                      |
| ---------------------- | ----------------------- | ----------------------- | ----------------------- | ----------------------- | ----------------------- | ----------------------- | ----------------------- |
| 1930 - 1938            | No existía la selección | No existía la selección | No existía la selección | No existía la selección | No existía la selección | No existía la selección | No existía la selección |
| 1950 - 1998            | No participó            | No participó            | No participó            | No participó            | No participó            | No participó            | No participó            |
| 2002                   | No clasificó            | No clasificó            | No clasificó            | No clasificó            | No clasificó            | No clasificó            | No clasificó            |
| 2006                   | No clasificó            | No clasificó            | No clasificó            | No clasificó            | No clasificó            | No clasificó            | No clasificó            |
| 2010                   | No clasificó            | No clasificó            | No clasificó            | No clasificó            | No clasificó            | No clasificó            | No clasificó            |
| 2014                   | No clasificó            | No clasificó            | No clasificó            | No clasificó            | No clasificó            | No clasificó            | No clasificó            |
| 2018                   | No clasificó            | No clasificó            | No clasificó            | No clasificó            | No clasificó            | No clasificó            | No clasificó            |
| 2022                   | No clasificó            | No clasificó            | No clasificó            | No clasificó            | No clasificó            | No clasificó            | No clasificó            |
| 2026                   | No clasificó            | No clasificó            | No clasificó            | No clasificó            | No clasificó            | No clasificó            | No clasificó            |
| Total                  | 0/23                    | -                       | -                       | -                       | -                       | -                       | -                       |

### Copa Asiática
| Copa Asiática | Copa Asiática | Copa Asiática | Copa Asiática | Copa Asiática | Copa Asiática | Copa Asiática | Copa Asiática |
| Año           | Ronda         | J             | G             | E             | P             | GF            | GC            |
| ------------- | ------------- | ------------- | ------------- | ------------- | ------------- | ------------- | ------------- |
| 1956 - 1996   | No participó  | No participó  | No participó  | No participó  | No participó  | No participó  | No participó  |
| 2000          | No clasificó  | No clasificó  | No clasificó  | No clasificó  | No clasificó  | No clasificó  | No clasificó  |
| 2004          | No clasificó  | No clasificó  | No clasificó  | No clasificó  | No clasificó  | No clasificó  | No clasificó  |
| 2007          | No participó  | No participó  | No participó  | No participó  | No participó  | No participó  | No participó  |
| 2011          | No clasificó  | No clasificó  | No clasificó  | No clasificó  | No clasificó  | No clasificó  | No clasificó  |
| 2015          | No clasificó  | No clasificó  | No clasificó  | No clasificó  | No clasificó  | No clasificó  | No clasificó  |
| 2019          | No clasificó  | No clasificó  | No clasificó  | No clasificó  | No clasificó  | No clasificó  | No clasificó  |
| 2023          | No clasificó  | No clasificó  | No clasificó  | No clasificó  | No clasificó  | No clasificó  | No clasificó  |
| 2027          | No clasificó  | No clasificó  | No clasificó  | No clasificó  | No clasificó  | No clasificó  | No clasificó  |
| Total         | 0/19          | -             | -             | -             | -             | -             | -             |

## Torneos regionales

### Campeonato de Fútbol de Asia Oriental(EAFF)
| Campeonato de Fútbol de Asia Oriental | Campeonato de Fútbol de Asia Oriental | Campeonato de Fútbol de Asia Oriental | Campeonato de Fútbol de Asia Oriental | Campeonato de Fútbol de Asia Oriental | Campeonato de Fútbol de Asia Oriental | Campeonato de Fútbol de Asia Oriental | Campeonato de Fútbol de Asia Oriental |
| Año                                   | Ronda                                 | J                                     | G                                     | E                                     | P                                     | GF                                    | GC                                    |
| ------------------------------------- | ------------------------------------- | ------------------------------------- | ------------------------------------- | ------------------------------------- | ------------------------------------- | ------------------------------------- | ------------------------------------- |
| 2003                                  | No clasificó                          | No clasificó                          | No clasificó                          | No clasificó                          | No clasificó                          | No clasificó                          | No clasificó                          |
| 2005                                  | No clasificó                          | No clasificó                          | No clasificó                          | No clasificó                          | No clasificó                          | No clasificó                          | No clasificó                          |
| 2008                                  | No clasificó                          | No clasificó                          | No clasificó                          | No clasificó                          | No clasificó                          | No clasificó                          | No clasificó                          |
| 2010                                  | No clasificó                          | No clasificó                          | No clasificó                          | No clasificó                          | No clasificó                          | No clasificó                          | No clasificó                          |
| 2013                                  | Suspendido                            | Suspendido                            | Suspendido                            | Suspendido                            | Suspendido                            | Suspendido                            | Suspendido                            |
| 2015                                  | No clasificó                          | No clasificó                          | No clasificó                          | No clasificó                          | No clasificó                          | No clasificó                          | No clasificó                          |
| 2017                                  | No clasificó                          | No clasificó                          | No clasificó                          | No clasificó                          | No clasificó                          | No clasificó                          | No clasificó                          |
| 2019                                  | No clasificó                          | No clasificó                          | No clasificó                          | No clasificó                          | No clasificó                          | No clasificó                          | No clasificó                          |
| 2022                                  | No participó                          | No participó                          | No participó                          | No participó                          | No participó                          | No participó                          | No participó                          |
| 2025                                  | No clasificó                          | No clasificó                          | No clasificó                          | No clasificó                          | No clasificó                          | No clasificó                          | No clasificó                          |
| Total                                 | 0/10                                  | -                                     | -                                     | -                                     | -                                     | -                                     | -                                     |

### Copa Solidaridad de la AFC
| Copa Desafío de la AFC | Copa Desafío de la AFC | Copa Desafío de la AFC | Copa Desafío de la AFC | Copa Desafío de la AFC | Copa Desafío de la AFC | Copa Desafío de la AFC | Copa Desafío de la AFC |
| Año                    | Ronda                  | J                      | G                      | E                      | P                      | GF                     | GC                     |
| ---------------------- | ---------------------- | ---------------------- | ---------------------- | ---------------------- | ---------------------- | ---------------------- | ---------------------- |
| 2016                   | Fase de grupos         | 3                      | 1                      | 0                      | 2                      | 3                      | 5                      |
| Total                  | 1/1                    | 3                      | 1                      | 0                      | 2                      | 3                      | 5                      |

### Intercontinental Cup (India)
| Intercontinental Cup (India) | Intercontinental Cup (India) | Intercontinental Cup (India) | Intercontinental Cup (India) | Intercontinental Cup (India) | Intercontinental Cup (India) | Intercontinental Cup (India) | Intercontinental Cup (India) |
| Año                          | Ronda                        | J                            | G                            | E                            | P                            | GF                           | GC                           |
| ---------------------------- | ---------------------------- | ---------------------------- | ---------------------------- | ---------------------------- | ---------------------------- | ---------------------------- | ---------------------------- |
| 2018                         | No participó                 | No participó                 | No participó                 | No participó                 | No participó                 | No participó                 | No participó                 |
| 2019                         | No participó                 | No participó                 | No participó                 | No participó                 | No participó                 | No participó                 | No participó                 |
| 2023                         | Cuarto lugar                 | 3                            | 0                            | 1                            | 2                            | 0                            | 3                            |
| Total                        | 1/3                          | 3                            | 0                            | 1                            | 2                            | 0                            | 3                            |

## Últimos partidos y próximos encuentros
Actualizado al último partido jugado el 11 de diciembre de 2024
| Fecha      | Ciudad      | Local          | Resultado | Visitante      | Competición                      |
| ---------- | ----------- | -------------- | --------- | -------------- | -------------------------------- |
| 15-06-2023 | Bhubaneswar | Mongolia       | 0:1       | Vanuatu        | Intercontinental Cup 2023        |
| 12-10-2023 | Dushambé    | Afganistán     | 1:0       | Mongolia       | Clasificación Copa Mundial 2026  |
| 17-10-2023 | Ulán Bator  | Mongolia       | 0:1       | Afganistán     | Clasificación Copa Mundial 2026  |
| 22-03-2024 | Bakú        | Azerbaiyán     | 1:0       | Mongolia       | FIFA Series 2024                 |
| 25-03-2024 | Bakú        | Mongolia       | 0:3       | Tanzania       | FIFA Series 2024                 |
| 07-06-2024 | Nom Pen     | Camboya        | 2:0       | Mongolia       | Partido amistoso                 |
| 11-06-2024 | Ulán Bator  | Mongolia       | 2:1       | Camboya        | Partido amistoso                 |
| 05-09-2024 | Gianyar     | Timor Oriental | 4:1       | Mongolia       | Clasificación Copa Asiática 2027 |
| 10-09-2024 | Ulán Bator  | Mongolia       | 2:0       | Timor Oriental | Clasificación Copa Asiática 2027 |
| 08-12-2024 | So Kon Po   | Hong Kong      | 3:0       | Mongolia       | Clasificación Copa EAFF 2025     |
| 11-12-2024 | Siu Sai Wan | China Taipéi   | 4:0       | Mongolia       | Clasificación Copa EAFF 2025     |

## Directores Técnicos
- Pavel Aleksandrovinch Sevastyandv - (1960)
- Lkhamsuren Dorjsuren (1998)
- Luvsandorj Sandagdorj (1999 - 2000)
- Ishdorj Otgonbayar (2000 - 2011)
- Erdenebat Sandagdorj  (2011 - 2014)
- Vojislav Bralusic (2014 - 2015)
- Sanjmyataviin Purevsukh (2015) - 2016)
- Zorigtyn Battulga (2016)
- Toshiaki Imai (2016 - 2017)
- Michael Weiss (2017 - 2020)
- Vojislav Bralusic   (interino) (2020)
- Rastislav Bozik (2020 - 2021)
- Shuichi Mase (2021)
- Otsuka Ichiro (2022 - 2024)
- Bayasgalangiin Garidmagnai (2024 - "presente")

## Jugadores

### Última Convocatoria
Los siguientes jugadores fueron convocados para los partidos preliminares del Campeonato de Fútbol de Asia Oriental de 2025 ante Hong Kong y China Taipei, jugados los días 8 y 11 de diciembre de 2024.
| No. | Pos. | Jugador                   | Fecha de nacimiento (edad)         | Apa. | Goles | Club           |
| --- | ---- | ------------------------- | ---------------------------------- | ---- | ----- | -------------- |
| 1   | POR  | Tsenguun Khandaa          | 25 de noviembre de 2002 (22 años)  | 2    | 0     | SP Falcons     |
| 22  | POR  | Gan-Erdene Enkh-Erdene    | 12 de agosto de 2003 (21 años)     | 0    | 0     | Khoromkhon     |
|     |      |                           |                                    |      |       |                |
| 2   | DEF  | Uuganbat Bat-Erdene       | 9 de febrero de 1997 (28 años)     | 12   | 0     | Deren          |
| 3   | DEF  | Taivankhuu Khürelbaatar   | 16 de febrero de 1997 (28 años)    | 0    | 0     | Hunters        |
| 4   | DEF  | Otgontsagaan Saikhanbayar | 6 de marzo de 2001 (24 años)       | 0    | 0     | SP Falcons     |
| 5   | DEF  | Munkhkhuslen Munkhsaikhan | 11 de enero de 2002 (23 años)      | 1    | 0     | Deren          |
| 12  | DEF  | Mönkh-Orgil Orkhon        | 30 de enero de 1999 (26 años)      | 28   | 1     | Ulaanbaatar    |
| 21  | DEF  | Tuguldur Batsukh          | 17 de enero de 2004 (21 años)      | 0    | 0     | Khoromkhon     |
| 23  | DEF  | Enkh-Orgil Otgonbaatar    | 26 de abril de 1998 (27 años)      | 2    | 0     | SP Falcons     |
| 30  | DEF  | Filip Chinzorig           | 13 de febrero de 2003 (22 años)    | 9    | 0     | Loyola         |
|     |      |                           |                                    |      |       |                |
| 6   | MED  | Amgalanbat Batbaatar      | 21 de enero de 2001 (24 años)      | 10   | 0     | Ulaanbaatar    |
| 7   | MED  | Dölgöön Amaraa            | 20 de febrero de 2001 (24 años)    | 22   | 2     | Deren          |
| 10  | MED  | Tsend-Ayuush Khürelbaatar | 22 de febrero de 1990 (35 años)    | 47   | 1     | Tuv Azarganuud |
| 14  | MED  | Tsogtbayar Batbayar       | 8 de julio de 2001 (23 años)       | 5    | 0     | ASK Köflach    |
| 15  | MED  | Gan-Erdene Erdenebat      | 24 de agosto de 2005 (19 años)     | 3    | 0     | Deren          |
| 24  | MED  | Togoo Mönkhbaatar         | 20 de noviembre de 1999 (25 años)  | 6    | 0     | Khoromkhon     |
|     | MED  | Tögöldör Mönkh-Erdengiin  | 23 de febrero de 1991 (34 años)    | 25   | 7     | SP Falcons     |
|     |      |                           |                                    |      |       |                |
| 25  | DEL  | Usukh-Ireedui Baatar      | 15 de julio de 2002 (22 años)      | 2    | 0     | Deren          |
| 26  | DEL  | Temüülen Zayaat           | 10 de diciembre de 2003 (21 años)  | 2    | 0     | Khangarid      |
| 28  | DEL  | Sainbuyan Nergui          | 19 de septiembre de 2002 (22 años) | 2    | 0     | Ulaanbaatar    |